# Sabin Tambrea

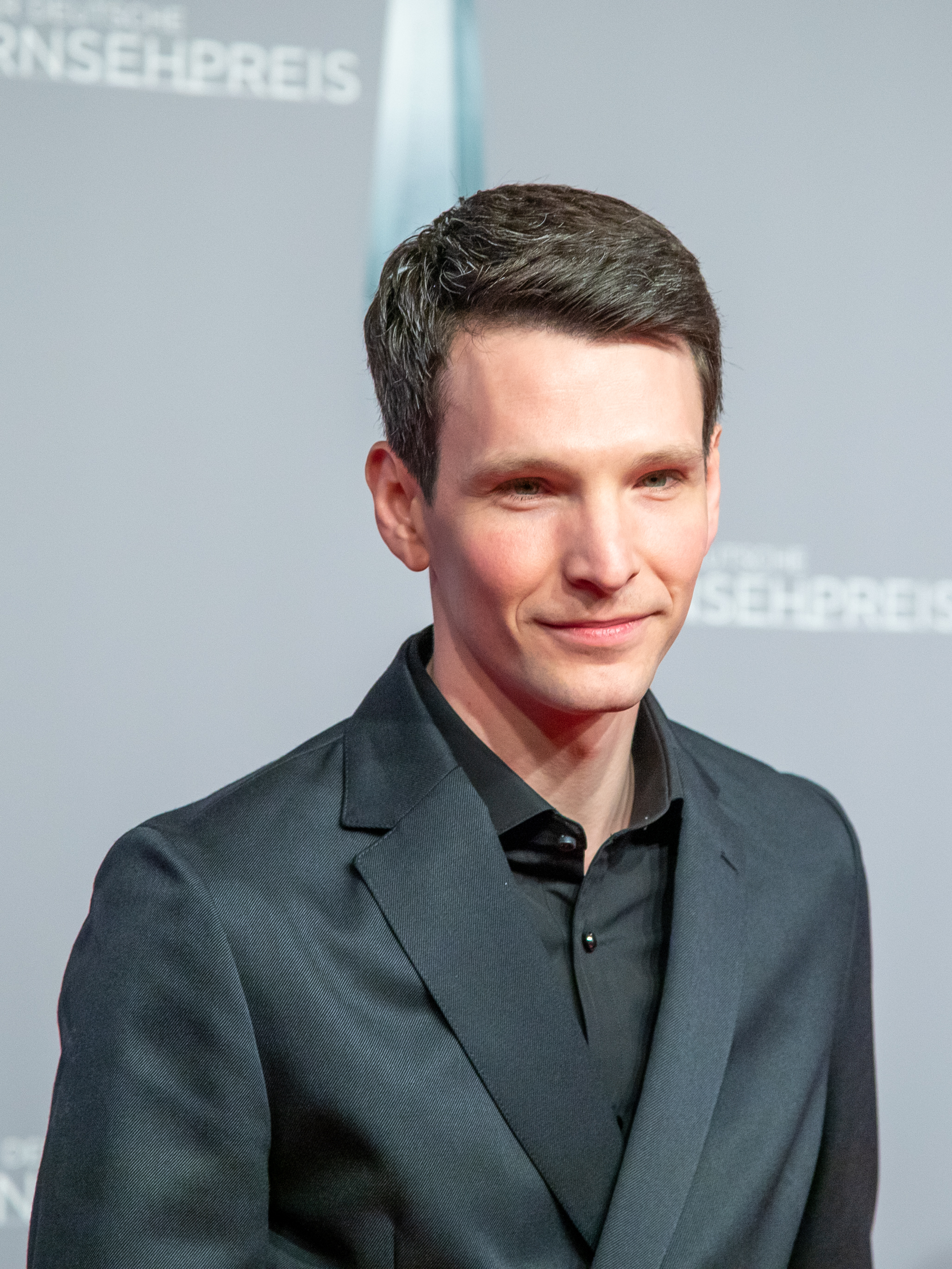
Sabin Tambrea (2019)

Sabin Tambrea, in lingua romena Sabin Țambrea (Târgu Mureș, 18 novembre 1984) è un attore romeno naturalizzato tedesco.

## Biografia
Sabin Tambrea è nato in Romania e proviene da una famiglia di musicisti. Al tempo del dittatore rumeno Nicolae Ceaușescu, suo padre, un musicista orchestrale, partì per una tournée in Austria nel 1986. Nell'ambito del ricongiungimento familiare, la madre si trasferì con lui e l'altra figlia in Germania un anno dopo, dove vissero prima a Marl e successivamente si trasferirono ad Hagen, dove Sabin è cresciuto. I suoi genitori sono membri della Hagen Philharmonic Orchestra e della Dortmund Philharmonic Orchestra. Sua sorella Alina Armonas-Tambrea è un membro del Trio Enescu e insegna violino all'Accademia di musica di Darmstadt.
Dall'età di quattro anni, ha ricevuto lezioni di violino. Ha studiato anche viola e pianoforte e direzione d'orchestra. Ha debuttato sul palcoscenico all'età di sei anni come solista nel coro di voci bianche del Teatro di Hagen. Tra il 1994 e il 2002 ha partecipato più volte, come violinista a livello regionale e statale, al concorso Jugend musiziert. Si è classificato al primo posto sei volte e poi è diventato membro dell'Orchestra Giovanile di Stato della Renania Settentrionale-Vestfalia.
All'età di 18 anni ha abbandonato la musica per dedicarsi alla recitazione. Nel 2006 è stato ammesso alla Ernst Busch Academy of Dramatic Art di Berlino. Lì si è formato come attore fino al 2010.
Mentre ancora studiava recitazione, è entrato a far parte del Berliner Ensemble, dove è apparso sul palco con altri giovani attori nella produzione di Claus Peymann, Risveglio di primavera di Frank Wedekind come Melchiorre nel 2008. Seguirono altre apparizioni in questo teatro, nella parte di un giovane guerriero ed eroe in Philotas di Boris Jacoby (2010), come Jack lo Squartatore nella versione di Robert Wilson di Lulu (2011) e nel doppio ruolo di Viola e Sebastian nella produzione di Katharina Thalbach, Was ihr wollt (2012). Successivamente ha affermato di aver ottenuto, dall'inizio, ruoli teatrali "che in realtà erano troppo impegnativi per le mie capacità in quel momento, ma che mi hanno permesso di crescere".
Mentre lavorava in teatro, iniziò ad apparire in produzioni cinematografiche e televisive. Dopo aver parlato di ruoli a Deutschlandradio, è apparso nel 2009 come un vanitoso studente di musica, André Kollwitz, sospettato di omicidio, nell'episodio di Polizeiruf 110, Death and the Girl. Nel 2011 ha debuttato al cinema con un piccolo ruolo nel dramma di Christian Schwochow, The Invisible. All'inizio di giugno dello stesso anno, divenne il "re delle favole" bavarese, Ludovico II, nell'omonima produzione cinematografica di Marie Noëlle e Peter Sehr, proiettata nelle sale tedesche alla fine di dicembre 2012. Egli interpreta il giovane reggente al fianco di Hannah Herzsprung, mentre Sebastian Schipper incarna l'adulto Ludwig. Nel casting ha prevalso contro più di 360 concorrenti e ha preso lezioni di equitazione per quattro mesi in preparazione alle riprese. La sua interpretazione gli è valsa il Bavarian Film Prize, il New Faces Award, il premio per il miglior attore protagonista al primo festival del cinema storico a Waterloo e una nomination al German Film Prize. Nel 2014 è apparso nel ruolo di Sigfrido nel film di Dieter Wedel per il Festival dei Nibelunghi a Worms. Un anno dopo, ha interpretato il ruolo principale, assieme ad Alice Dwyer, nel film di Andrina Mračnikar, Ma Folie e la parte del diabolico SS-Untersturmführer Hermann Reineboth nel film TV di Philipp Kadelbach Nackt unter Wölfen (entrambi nel 2015). Nel dramma storico della ARD The Secret of the Midwife, basato sulla saga “Midwife” di Sabine Ebert, ha interpreta il ruolo del cattivo Randolf (2016). Nel 2020 ha interpretato il ruolo di protagonista nel film Narciso e Boccadoro del regista Stefan Ruzowitzky. Nel 2024 impersona lo scrittore Franz Kafka nel film autobiografico The Glory of Life, mentre l'anno dopo è nel cast del thriller The Calendar Killer. 

## Vita privata
Tambrea vive a Berlino ed è sposato con l'attrice Alice Dwyer dal 2018. Si descrive come un "ateo aperto".

## Filmografia
- 2007–2008: Disneys Kurze Pause (serie televisiva)
- 2009: Kai & Kira
- 2009: Shakespeares Sonette (film televisivo)
- 2009: Polizeiruf 110: Der Tod und das Mädchen (serie televisiva)
- 2010: Kai apkabinsiu tave
- 2011: Die Unsichtbare
- 2012: Ludwig II
- 2013: Tatort: Machtlos (serie televisiva)
- 2013: Fliehkraft
- 2013: Das große Heft
- 2015: Wishing Tree
- 2015: Jesus Cries
- 2015: Ma Folie
- 2015: Nackt unter Wölfen (serie televisiva)
- 2016: Una strada verso il domani - Ku'damm 56
- 2016: Das Geheimnis der Hebamme (film televisivo)
- 2016: Tatort: Die Geschichte vom bösen Friederich
- 2016: Der Athen-Krimi – Trojanische Pferde (serie televisiva)
- 2016: Berlin Station
- 2016: Strawberry Bubblegums
- 2016: Jack the Ripper – Eine Frau jagt einen Mörder (film televisivo)
- 2016: Hey Bunny
- 2016: Marie Curie
- 2017: Bella Block: Am Abgrund (serie televisiva)
- 2017: Der Mann aus dem Eis
- 2017: Rübezahls Schatz (film televisivo)
- 2018: Neben der Spur – Sag, es tut dir leid (serie televisiva)
- 2018: Ku'damm 59
- 2018: Hackerville (serie televisiva)
- 2019: Ostwind – Aris Ankunft
- 2019: Blind ermittelt – Blutsbande (serie televisiva)
- 2019: La Gomera
- 2020: Babylon Berlin, 3ª stagione
- 2020: Narciso e Boccadoro
- 2020: Adventures of a Mathematician
- 2020: Ausgebremst
- 2020: Louis van Beethoven (film televisivo)
- 2020: Der gute Bulle – Nur Tote reden nicht
- 2024: The Glory of Life
- 2025: The Calendar Killer, regia di Adolfo J. Kolmerer

## Doppiatori italiani
Nelle versioni in italiano delle opere in cui ha recitato, Sabin Tambrea è stato doppiato da:
- Emiliano Coltorti in Babylon Berlin, The Calendar Killer
- Andrea Beltramo in La Gomera
- Lorenzo De Angelis in Narciso e Boccadoro

## Audiolibri
- Jocelyne Saucier: Niemals ohne sie. Übers. Sonja Finck. Random House Audio, 2019

## Premi
- 2012: Bavarian Film Award, Young Actor Award per Ludwig II.
- 2013: Premio New Faces per Ludwig II.
- 2013: Premio Daphne del Teatro Gemeinde Berlin per giovani attori eccezionali
- 2013: Historical Film Festival Waterloo: miglior attore per Ludwig II.
- 2013: German Film Award : Nomination per Ludwig II. (Miglior recitazione - ruolo principale maschile)